# Frédéric Corréard
Pour les articles homonymes, voir Corréard.
Frédéric Corréard, né  le 9 septembre 1789 à Poyols (Drôme), et, mort le 10 octobre 1869 à Haguenau, est un militaire français.

## Biographie
Il entra dès 1808 dans les dragons de la garde impériale en qualité de vélite ; il fit la campagne d'Autriche, et combattit avec distinction à Essling et à Wagram où il eut un cheval tué sous lui.
Nommé en 1811 sous-lieutenant au 17e de son arme, il passa en Espagne où il gagna le grade de lieutenant et la croix d'Honneur sur le champ de bataille ( 1er mars 1813), ayant été l'un des premiers à enfoncer un carré ennemi.
Appelé en France en 1813, avec le grade d'adjudant-major, il se distingua, le 24 février 1814, dans une affaire contre les Autrichiens près de Troyes.
Adjudant-major en 1814 au premier régiment de dragons (dragons du Roi), il devint capitaine en juin 1814 et fut licencié après la bataille de Waterloo.
Le 3 janvier 1816, il fut appelé aux dragons du Doubs en qualité de capitaine adjudant-major, et fut incorporé en 1821 dans les hussards du Jura avec le grade de chef d'escadron major, et fut nommé, peu après, chevalier de Saint-Louis.
Le 12 août 1830, M. Corréard fut nommé lieutenant-colonel au 15e chasseurs (devenu 10e), d'où il passa plus tard au 3e des chasseurs d'Afrique avec le grade de colonel. Il prit part à l'expédition de Constantine où le 3e chasseurs se distingua par sa bravoure et sa grande résignation.
Rappelé en France après la campagne,  Corréard prit le commandement du 4e chasseurs. Il était officier de la Légion d'honneur depuis 1831.
Le 22 avril 1847, il a été promu au grade de général de brigade et commande par la suite (août 1849) la deuxième subdivision de la 6e division militaire.
Il devient grand officier de la Légion d'honneur en 1844.